# Чернокоровниково
Чернокоровниково — село в Угловском районе Алтайском крае. Входит в состав Симоновского сельсовета.
Название Чернокоровниково, согласно преданию, образовалось в связи со случаем - на острове озера устраивались для зимовки скота времянки. Когда озеро замерзало, по льду гнали скот на остров, там уже были заготовлены копны сена. Однажды ранней весной, когда уже появились проталины, коровы, привыкшие к весеннему переходу в село, без присмотра тронулись по льду. Впереди шла чёрная корова остальные за ней. Дойдя до середины пути, животные провалились под лёд. Позже когда упоминали озеро, говорили что это там, где утонула чёрная корова. Отсюда и пошло название села - Чернокоровниково.

## История
Основано в 1893 году. В 1928 г. посёлок Черно-Коровниковский состоял из 128 хозяйств, основное население — украинцы. Центр Черно-Коровниковского сельсовета Угловского района Рубцовского округа Сибирского края.

Одним из первых поселенцев на местах близких будущему селу была семья переселенца из Украины Иосифа Белоусова с женой и сыном Фёдором. Это было в 1893 году. К Белоусовым позднее присоединились семьи братьев Юраковых, семьи Рожновых, Сердюковых, Рыбниковых, Кулиниченко, Миронихиных. Место было привлекательной тем, что рядом были и равнинные поля удобные для либо хлебопашества и озеро изобилововшее рыбой, мхом и сосновый бор, богатый строевым лесом ягодами и грибами.
Позднее прибыли семьи Левшенко и Радченко.
Позднее по Столыпинской реформе от 09.11.1906 прибыло новое пополнение с Иртыша, две семьи Казаковых. Одна семья большая отца звали Иваном, у него сыновья Алексей, Григорий, Андрей, Нестор, Матвей. Во второй семье прибыли два брата старший Никифор Сергеевич и младший Александр Сергеевич Казаков.
О судьбе деревни Чернокоровниково написана книга "История сибирской деревни" автор Ю.З.Галин.[[]]

## Население
| 1926 | 1997 | 1998 | 1999 | 2000 | 2001 | 2002 |
| ---- | ---- | ---- | ---- | ---- | ---- | ---- |
| 605  | ↘26  | ↘25  | ↘20  | ↘19  | ↘15  | ↘12  |
| 2003 | 2004 | 2005 | 2006 | 2007 | 2008 | 2009 |
| →12  | ↗13  | ↗14  | ↗18  | ↘12  | ↗14  | →14  |
| 2010 | 2011 | 2012 | 2013 |      |      |      |
| ↘8   | ↗10  | ↗11  | ↘10  |      |      |      |